# Uschi Glas
Helga Ursula Glas, connue sous le nom de scène Uschi Glas (née le 2 mars 1944 à Landau an der Isar en Bavière) est une actrice allemande.

## Biographie

### Ses débuts
Glas grandit dans un milieu modeste à Landau an der Isar. Elle est la plus jeune d'une fratrie de quatre enfants. Son père Christian travaille chez le constructeur automobile Glas, sans être parent du propriétaire de l'entreprise. Elle obtient un diplôme à la fin de ses études au collège de Landau en 1960. Après avoir exercé comme comptable à Dingolfing, Glas s'établit en 1964 à Munich, où elle est secrétaire dans le cabinet d'avocats Rolf Bossi et ensuite, elle travaille dans une société de transports. En même temps, elle cherche des contacts dans le milieu du cinéma. 
À l'accueil de la première du film Das Liebeskarussell, elle émet des remarques critiques envers le producteur Horst Wendlandt. Celui-ci lui montre de l'intérêt et en 1965 il lui donne un premier petit rôle dans le film Der unheimliche Mönch. Comme elle est convaincante, elle prend des cours de comédie chez Annemarie Hanschke et peut très vite tenir des rôles plus importants, comme dans le film de Karl May, Winnetou und das Halbblut Apanatschi. Dans ce film elle est toutefois doublée par Marion Hartmann. 
En 1968 Glas se fait connaître par son personnage de Barbara dans la comédie Zur Sache, Schätzchen, dans lequel elle incarne une stripteaseuse dans un commissariat. Dans la série de films, Die Lümmel von der ersten Bank, qui commence aussi en 1968, elle joue la sœur de Pepe Nietnagel. Glas fait d'abord partie de la génération 68. Mais dès le début des années 1970 elle change d'avis, lorsqu'elle se tourne politiquement vers Franz Josef Strauß et la CSU. Encore actuellement elle ne cache pas son conservatisme[réf. nécessaire].
Glas joue encore des rôles principaux dans d'autres films, souvent au côté de Roy Black. En 1969, elle joue dans la pièce de théâtre Unsere liebste Freundin à Düsseldorf.
Ses compagnons sont successivement de 1966 à fin 1970 Bobby Arnold, de 1971 à 1973 Max Graf Lamberg puis Bernd Tewaag, avec qui elle reste mariée de 1981 à fin février 2003. De cette relation, naissent trois enfants : Benjamin Tewaag (* 1976) est animateur et comédien, Alexander Christoph Tewaag (* 1982) est juriste et Julia Tewaag (* 1986) commence en tant qu'enfant dans la série de la vétérinaire Christine au côté de sa mère, puis choisit une carrière en dehors du show business. Le divorce avec Bernd Tewaag s'accompagne durant des mois de comptes rendus détaillés dans le journal Bild. Les deux partenaires donnent au média des interviews sur leur relation et sur leur vie privée. 
Le 22 octobre 2005, Glas épouse son nouvel ami, le conseiller d'entreprise, Dieter Hermann. Elle est évangéliste[réf. nécessaire].
En 1970, Uschi Glas s'essaie à la chanson ; elle enregistre avec le producteur Giorgio Moroder le disque Wenn dein Herz brennt (version allemande de Love grows (where my Rosemary goes) de Edison Lighthouse). Ensuite elle participe de plus en plus à des séries télévisées, comme en 1973 dans Der Kommissar.
Bientôt elle est au premier plan de séries comme Polizeiinspektion 1 (à partir de 1977) ou Unsere schönsten Jahre (à partir de 1983). En 1986, pendant peu de temps, elle est la partenaire à l'écran de Christian Quadflieg, lorsqu'elle est la vedette féminine dans la série Der Landarzt. En raison de sa grossesse, elle quitte la production peu après le début du tournage. À partir de 1989, elle apparaît dans la série Zwei Münchner in Hamburg, à nouveau en compagnie d'Elmar Wepper. Elle écrit aussi le scénario pour la série de films RTL diffusée à partir de 1993, Tierärztin Christine.
D'autres séries à succès suivent : Anna Maria – Eine Frau geht ihren Weg (à partir de 1994) où elle est une propriétaire de gravière et Sylvia – Eine Klasse für sich (à partir de 1998), où elle incarne une institutrice, et Zwei am großen See (à partir de 2004) dans le personnage d'Antonia Lechner.
En 1992, elle est décorée de l'Ordre bavarois du Mérite et en 1998 de l'Ordre du Mérite de la République fédérale d'Allemagne. La même année, elle reçoit l'Österreichischen Ehrenkreuz für Wissenschaft und Kunst (la croix d'honneur autrichienne pour la science et de l'art). Glas fait un don de plus de 10 000 DM à Helmut Kohl, qui a essayé de l'utiliser pour régler l'Affaire des caisses noires de la CDU.
En 2002, elle publie un album de chansons de Noël (Uschi Glas singt die schönsten Weihnachtslieder). En 2003, apparaît dans la revue Max une galerie de photos, sur lesquelles on la voit en petits bikinis et en sous-vêtements. En 2004, elle publie son autobiographie Mit einem Lächeln.
Dans les films de cinéma des années 2013, 2015 et 2017 (Fack ju Göthe, Fack ju Göhte 2 et Fack ju Göthe 3) on voit Uschi Glas dans un second rôle en autodérision en tant qu'enseignante suicidaire souffant d'un burn out. Ainsi elle joue dans les 10 des 100 films les plus célèbres du cinéma allemand.
Parlant un français parfait elle n’est pas doublée dans les films français (Le Tueur avec Jean Gabin).

### Démêlés judiciaires
Uschi Glas a perdu un procès engagé contre la police de Berlin, accusée d'avoir usurpé son identité dans le cadre d'une enquête sur la pornographie sur Internet. Les policiers auraient utilisé le numéro de ses papiers d'identité qui avait été publié dans un journal, pour vérifier le traitement de la sécurité jeunes. La plaignante exigeait une réparation de plus de 20 000 euros de dommages et intérêts en juin 2005.
En avril 2004, Glas fait la une des journaux à cause d'une marque de cosmétiques : lors d'un test pratique du Stiftung Warentest, plusieurs testeuses de la crème Uschi Glas hautnah Face Cream, qui avait été présentée à la télévision par le Télé-achat HSE24, ont souffert de démangeaisons et d'inflammations. L'organisme de test a jugé la crème comme insuffisante et a mis en garde contre son utilisation. Le tribunal de Berlin a reçu en avril 2005 une plainte de la société de production 4S-Marketing GmbH contre la diffusion des résultats des tests. La cour d'appel de Berlin a rejeté l'appel du fabricant « faute de preuves convaincantes » au mois de juin 2006 et ainsi mis un terme au conflit.

## Filmographie
- 1965 : Der unheimliche Mönch d'Harald Reinl
- 1966 : Le Jour le plus long de Kansas City (Winnetou und das Halbblut Apanatschi) d'Harald Philipp
- 1967 : Le Grand Bonheur (Das große Glück) de Franz Antel
- 1967 : Le Moine au fouet (Der Mönch mit der Peitsche) d'Alfred Vohrer
- 1968 : Venons-en au fait, mon trésor (Zur Sache, Schätzchen) de May Spils
- 1968 : Der Gorilla von Soho (de) d'Alfred Vohrer
- 1968 : Die Lümmel von der ersten Bank – Zur Hölle mit den Paukern
- 1968 : La Tour de Nesle (Der Turm der verbotenen Liebe) de Franz Antel
- 1968 : Immer Ärger mit den Paukern
- 1969 : Pepe, der Paukerschreck de Harald Reinl
- 1969 : Klassenkeile
- 1969 : Der Kerl liebt mich – und das soll ich glauben?
- 1969 : Hilfe, ich liebe Zwillinge!
- 1970 : Wir hau’n die Pauker in die Pfanne
- 1970 : Hurra, unsere Eltern sind nicht da
- 1970 : Die Feuerzangenbowle (de) d'Helmut Käutner
- 1970 : Les Mantes religieuses (Die Weibchen) de Zbyněk Brynych
- 1970 : Nachbarn sind zum Ärgern da
- 1971 : La Morte de la Tamise (Die Tote aus der Themse) de Harald Philipp
- 1971 : Prince noir de James Hill
- 1972 : Le Tueur de Denys de La Patellière
- 1972 : Le Tueur à l'orchidée (Sette orchidee macchiate di rosso) d'Umberto Lenzi
- 1972 : Alleluia et Sartana, fils de... (Alleluja e Sartana figli di... Dio) de Mario Siciliano : Manuela, veuve Gibbons
- 1973 : Der Kommissar, épisode 64 Ein Mädchen nachts auf der Straße (série télévisée)
- 1975 : Jedermanns Weihnachtsbaum (téléfilm)
- 1975 : Ich denk’ mich tritt ein Pferd
- 1976 : Inspecteur Derrick, épisode Angst (série télévisée)
- 1977 : Waldrausch
- 1977 : Die Kette (téléfilm)
- 1977–1988 : Polizeiinspektion 1 (série télévisée)
- 1978 : Der Alte, épisode Ein Koffer (série télévisée)
- 1978 : Die blaue Maus (téléfilm)
- 1979 : Appartement für drei (téléfilm)
- 1983 : Flöhe hüten ist leichter (téléfilm)
- 1983–1985 : Unsere schönsten Jahre (série télévisée)
- 1984 ; 1988 : Die Wiesingers (série télévisée)
- 1984 : Mama Mia – Nur keine Panik
- 1984 : Mensch ohne Fahrschein (téléfilm)
- 1984 : Das Traumschiff – Thailand (série télévisée)
- 1986 : Kein Anschluß unter dieser Nummer
- 1986 : Der Landarzt, épisode Geburtstag (série télévisée)
- 1986 : Der Landarzt, épisode Glücklich geschieden (série télévisée)
- 1989–1993 : Zwei Münchner in Hamburg (série télévisée)
- 1991 : Das größte Fest des Lebens (téléfilm)
- 1992 : Widerspenstige Viktoria (téléfilm)
- 1992–1993 : Ein Schloß am Wörthersee (série télévisée)
- 1993 : Tierärztin Christine (téléfilm)
- 1994–1997 : Anna Maria – Eine Frau geht ihren Weg (série télévisée)
- 1995 : Tierärztin Christine II: Die Versuchung (téléfilm)
- 1997 : 60 Minuten Todesangst (téléfilm)
- 1997 : Frucht der Gewalt (téléfilm)
- 1997 : Mein Papa ist kein Mörder (téléfilm)
- 1997 : Blutige Rache (téléfilm)
- 1997 : Staatsanwältin Hohenberg (série télévisée)
- 1998 : Fröhliche Chaoten
- 1998 : Tierärztin Christine III: Abenteuer in Südafrika (téléfilm)
- 1998–2000 : Sylvia – Eine Klasse für sich (série télévisée)
- 1999 : Heimlicher Tanz (téléfilm)
- 2001 : Die Erpressung – Ein teuflischer Pakt (téléfilm)
- 2002 : Klinik unter Palmen (série télévisée)
- 2003 : Drei unter einer Decke (téléfilm)
- 2003 : Alles Glück dieser Erde
- 2004–2006 : Zwei am großen See (série télévisée)
- 2005 : Felix – Ein Hase auf Weltreise
- 2005 : Soko brigade des stups, épisode Ein Engel stirbt (série policière)
- 2006 : Utta Danella – Eine Liebe im September (téléfilm)
- 2008 : Das Traumhotel – Karibik (téléfilm)
- 2008 : Wieder daheim (téléfilm)
- 2008 : Zur Sache, Lena! (film en 4 parties)
- 2008 : Meine liebe Familie (film en plusieurs parties)
- 2009 : Un cas pour deux, épisode Skorpion im dritten Haus (série télévisée)
- 2010 : Diese Frau von vorhin
- 2011 : Für immer daheim (téléfilm)
- 2011 : Der Winzerkrieg (téléfilm)
- 2012 : Katie Fforde: Sprung ins Glück (série télévisée)
- 2013 : Rosamunde Pilcher – Schlangen im Paradies (série télévisée)
- 2013 : Familie inklusive (téléfilm)
- 2013 : Fack ju Göhte
- 2014 : SOKO Stuttgart, épisode Die Cremeprinzessin (série policière)
- 2014 : Bewegte Republik – 70 Jahre Kultur: Zur Waffe, Schätzchen (Documentaire)
- 2014 : Wo liegt das bessere Deutschland – Ost gegen West (Documentaire)
- 2015 : Fack ju Göhte 2
- 2015 : Rosamunde Pilcher – Vollkommen unerwartet (série télévisée)
- 2016 : Vor. Seit. Schluss!
- 2017 : Fack ju Göhte 3